# Milan (Vorname)
Milan (kyrillisch Милан, ungarische Schreibweise: Milán) ist ein slawischer männlicher Vorname. Die weibliche Form ist Milana oder auch Milena. Milan ist vor allem in den Nachfolgestaaten der Tschechoslowakei und Jugoslawiens gebräuchlich.

## Herkunft und Bedeutung
Der Name war ursprünglich ein Diminutiv für andere slawische Vornamen, die mit „Milo-“ (slawisch für lieb, nett) anfingen. Beispiele hierfür sind Milobrat, Milogost, Miloslav, Miloš.

## Verbreitung
Der Name kommt in Deutschland seit über hundert Jahren jährlich in der Namensgebung vor. Seit 2012 befindet er sich in den Top-100 und seit einigen Jahren in den Top-20. In den letzten 10 Jahren wurde der Name circa 26.400 Mal vergeben. In Österreich befindet sich der Name seit 1984 jedes Jahr in den Hitlisten. Seit 2010 wird er immer beliebter und belegte im Jahr 2023 Rang 88. Der Name wurde in den letzten 10 Jahren etwa 530 Mal gewählt. In der Schweiz wird der Name seit 1930 fast jedes Jahr bei der Namenswahl berücksichtigt. Seine Popularität steigt seit ein paar Jahren leicht an. Im Jahr 2023 belegte er Rang 99.
In Belgien erlebte der Name Ende der 1990er Jahre einen starken Aufwärtstrend, der ihn von Rang 166 bis auf Rang 4 im Jahr 2004 führte. Danach ging seine Popularität kontinuierlich zurück. Im Jahr 2023 lag er auf Rang 67. Der Name befindet sich in Frankreich seit 1994 durchgehend in den Top-500 und seit 2013 zeitweise immer wieder in den Top-100. Milan kommt in den Niederlanden seit den frühen 1940er Jahren in den Hitlisten vor. Seit Anfang der 1990er Jahre ist seine Beliebtheit stark angestiegen. In den Top-100 ist der Name seit 1999 anzutreffen und bereits im Jahr 2004 belegte er Rang 8, seitdem liegt er fast jedes Jahr in den Top-10. Die beste Platzierung erzielte der Name im Jahr 2010, 2011 und 2014 mit Rang 3.
Der Name liegt in Ungarn seit 2000 jedes Jahr in den Top-50 und seit 2005 sogar in den Top-20. Im Jahr 2023 belegte er Rang 7. Milan kommt in Slowenien seit 1992 sporadisch in den Vornamenscharts vor. In Tschechien wird der Name seit 1935 jedes Jahr vergeben. Bis zur Jahrtausendwende lag er stets in den Top-30, seitdem geht seine Beliebtheit zurück. Zwischen Mitte der 1950er bis Ende der 1960er Jahre belegte er dauerhaft Plätze in den Top-10. In der Slowakei lag der Name von 2000 bis 2020 in den Top-50. In Polen liegt der Name seit 2000 dauerhaft in den Top-200 und befindet sich in einem stetigen Aufwärtstrend. Den besten Platz belegte er im Jahr 2024 mit Rang 39.
In den nordischen Ländern Dänemark, Norwegen und besonders in Schweden ist Milan ein geläufiger Name, der sich seit 2010 im Aufwärtstrend befindet.
In England und Wales kommt der Name seit 1996 jährlich in den Vornamenscharts vor, er ist aber nur mäßig beliebt. Der Name wird in Irland seit 1964 alljährlich vergeben, jedoch ist er nur mäßig beliebt. Die Vergabe ist auch in Liechtenstein, Schottland und Nordirland nachgewiesen.
In den USA ist der Name seit 1930 jedes Jahr in den Hitlisten anzutreffen. Im Jahr 2013 ist seine Popularität plötzlich sprunghaft gestiegen. Er belegte im Jahr 2023 Rang 230. In den letzten 10 Jahren wurden 8.300 Jungen so genannt. Der Name wird in Kanada seit 1980 regelmäßig gewählt und seit Mitte der 2000er Jahre steigt seine Popularität. Seit 2017 liegt er stets in den Top-100. In Puerto Rico ist der Vorname seit 2015 in den Top-100 und befindet sich in einem Aufwärtstrend. Im Jahr 2023 belegte er Rang 15.

## Namenstage
- Tschechien, Polen: 19. Mai, 18. Juni
- Slowenien: 11. September, 11. Oktober, 12. November (Emilijan)
- Kroatien: 13. November
- Slowakei: 27. November

## Bekannte Namensträger
- Milan I. (1854–1901), König von Serbien
- Milan Bandić (1955–2021), kroatischer Politiker, Bürgermeister Zagrebs
- Milan Baroš  (* 1981), tschechischer Fußballspieler
- Milan Biševac (* 1983), serbischer Fußballspieler
- Milan Chalupa (* 1953), tschechoslowakischer Eishockeyspieler
- Milan Drageljević (* 1977), serbischer Fußballspieler
- Milan Đuričić (* 1945), kroatischer Fußballspieler und -trainer
- Milan Dudić (* 1979), serbischer Fußballspieler
- Milan Đurić (* 1990), bosnischer Fußballspieler
- Milan Frýda (* 1965), tschechischer Fußballspieler
- Milan Gajić (* 1986), serbischer Fußballspieler
- Milan Herms (* 20. oder 21. Jahrhundert), Schauspieler
- Milan Hodža (1878–1944), slowakischer Ministerpräsident der Tschechoslowakei
- Milan Ivana (* 1983), tschechischer Fußballspieler
- Milan Jovanović (* 1981), serbischer Fußballspieler
- Milan Jovanović (* 1983), montenegrinischer Fußballspieler
- Milan Jovanović-Batut (1847–1940), serbischer Arzt und Publizist
- Milan Kangrga (1923–2008), jugoslawischer bzw. kroatischer Philosoph und Politiker
- Milan Křen (* 1965), tschechoslowakischer Radrennfahrer
- Milan Kučan (* 1941), slowenischer Präsident
- Milan Kundera (1929–2023), tschechischer Schriftsteller
- Milan Lazarević (* 1948), jugoslawisch-serbischer Handballspieler und -trainer
- Milan Lasica (1940–2021), slowakischer Humorist, Dramatiker, Prosa-Schriftsteller, Liedtexter, Schauspieler, Regisseur, Moderator und Sänger
- Milan Linzer (1937–2019), österreichischer Politiker, Notar und Unternehmer
- Milan Lucic (* 1988), kanadischer Eishockeyspieler
- Milan Mačvan (* 1989), serbischer Basketballspieler
- Milan Madaj (* 1970), slowakischer Skibergsteiger
- Milan Marcus (* 1987), deutscher Schauspieler
- Milan Mokroš (* 1957), tschechisch-deutscher Eishockeyspieler
- Milan Obrenović II. (1819–1839), Fürst von Serbien
- Milan Orlić (* 1962), serbischer Dichter, Schriftsteller und Verleger
- Milan Peschel (* 1968), deutscher Schauspieler
- Milan Pešl (* 1974), deutscher Schauspieler, Musiker und Autor
- Milan Rasinger (* 1977), österreichischer Fußballspieler
- Milan Richter (* 1948), slowakischer Schriftsteller, Dramatiker, Übersetzer und Verleger
- Milan Rúfus (1928–2009), slowakischer Dichter
- Milan Šel (* 1940er oder 1950er Jahre), tschechoslowakischer Radsportler
- Milan Sládek (1938–2024), Slowakischer Pantomime, Regisseur und Autor
- Milan Šašić (* 1958), jugoslawischer Fußballspieler und kroatischer Trainer
- Milan Stanković (* 1987), serbischer Sänger
- Milan Rastislav Štefánik (1880–1919), slowakischer Politiker, Astronom, Diplomat, Offizier, französischer Militärpilot und General
- Milan Turković (* 1939), österreichisch-kroatischer Fagottist und Dirigent
- Milan Uhde (* 1936), tschechischer Schriftsteller und Politiker
- Milan Vidmar (1885–1962), slowenischer Ingenieur der Elektrotechnik, Hochschullehrer und Schach-Großmeister
- Milan Zaviačič (1940–2010), slowakischer Mediziner